# Ponta Grossa Airport
Ponta Grossa Airport (portugisiska: Aeroporto de Ponta Grossa) är en flygplats i Brasilien.   Den ligger i kommunen Ponta Grossa och delstaten Paraná, i den södra delen av landet, 1 100 km söder om huvudstaden Brasília. Ponta Grossa Airport ligger 791 meter över havet.
Terrängen runt Ponta Grossa Airport är huvudsakligen platt. Ponta Grossa Airport ligger nere i en dal. Runt Ponta Grossa Airport är det glesbefolkat, med 19 invånare per kvadratkilometer.. Närmaste större samhälle är Ponta Grossa, 10,1 km norr om Ponta Grossa Airport. 
Omgivningarna runt Ponta Grossa Airport är en mosaik av jordbruksmark och naturlig växtlighet.